# Condition des femmes au Mali
La condition des femmes au Mali est façonnée par l'interaction complexe de plusieurs traditions dans les communautés ethniques, l'ascension et la chute des grands États sahéliens, la domination coloniale française, l'indépendance, l'urbanisation et les conflits et progrès postcoloniaux. Formant un peu moins de la moitié de la population du Mali, les femmes maliennes, parfois à la tête de sociétés matrilinéaires, jouent un rôle important dans la société malienne principalement rurale.
Leur place dépend aussi des conflits religieux, les sociétés animistes ayant progressivement cédé la place à l'islam entre 1100 et 1900. La montée du fondamentalisme religieux affecte les femmes de manière néfaste.
Les femmes sont confrontées, au XXIe siècle, à la violence à l'égard des femmes, au mariage des enfants et aux mutilations génitales féminines.

## Contexte culturel
Le Mali est un pays enclavé d'Afrique de l'Ouest, devenu indépendant de la France en 1960. La guerre du Mali déstabilise le pays. Le Mali compte plus de 18 millions d'habitants, et il est ethniquement diversifié : Bambara 34,1%, Fulani (Peul) 14,7%, Sarakole 10,8%, Sénoufo 10,5%, Dogon 8,9%, Malinké 8,7%, Bobo 2,9%, Songhaï 1,6 %, Touareg 0,9 %, autres Maliens 6,1 %, membres de la Communauté économique des États de l'Afrique de l'Ouest 0,3 %, autres 0,4 %. La population est en majorité musulmane. L'urbanisation est de 42,4%. Le taux de fécondité, l'un des plus élevés au monde, est de six enfants par femme.

## Accès à l'éducation

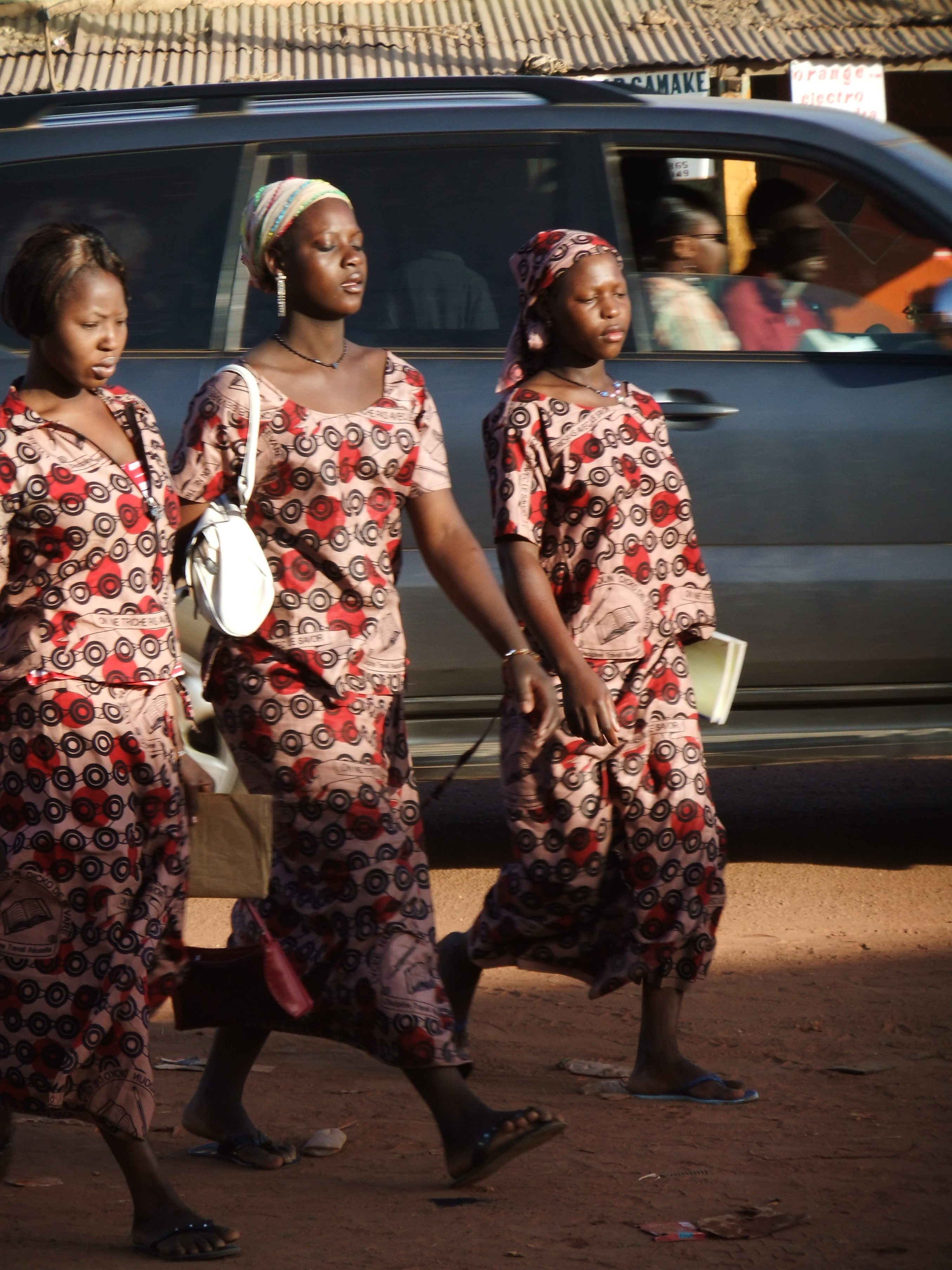
Jeunes maliennes allant à l'école.

L'enseignement est obligatoire pour les enfants âgés de six à quinze ans. Cependant, beaucoup d'enfants ne sont pas scolarisés, les filles le sont moins que les garçons pour des raisons de pauvreté, de préférence pour l'éducation des garçons, de mariage des enfants et de harcèlement sexuel. Le taux d'alphabétisation des femmes (âgées de 15 ans et plus) est nettement inférieur à celui des hommes : femmes 22,2 %, contre hommes 45,1 % (en 2015).

## Accès à la santé
Le Mali est l'un des pays les plus pauvres du monde et est gravement touché par des problèmes de santé et d'assainissement. La santé des femmes est affectée négativement, bien que le gouvernement fournisse des soins médicaux subventionnés aux enfants ainsi qu'à tout adulte, y compris les femmes. La Constitution du Mali garantit le droit à la santé. La politique de santé se fonde sur la participation communautaire, le recouvrement des coûts et la disponibilité des médicaments essentiels, et elle est élaborée par le Ministère de la Santé et mise en œuvre par la Direction Nationale de la Santé. Au Mali, mortalité maternelle et mortalité infantile sont très élevées. Les facteurs expliquant la mauvaise santé des femmes sont le mariage précoce, le manque de planification familiale, une fécondité très élevée et les mutilations génitales féminines.

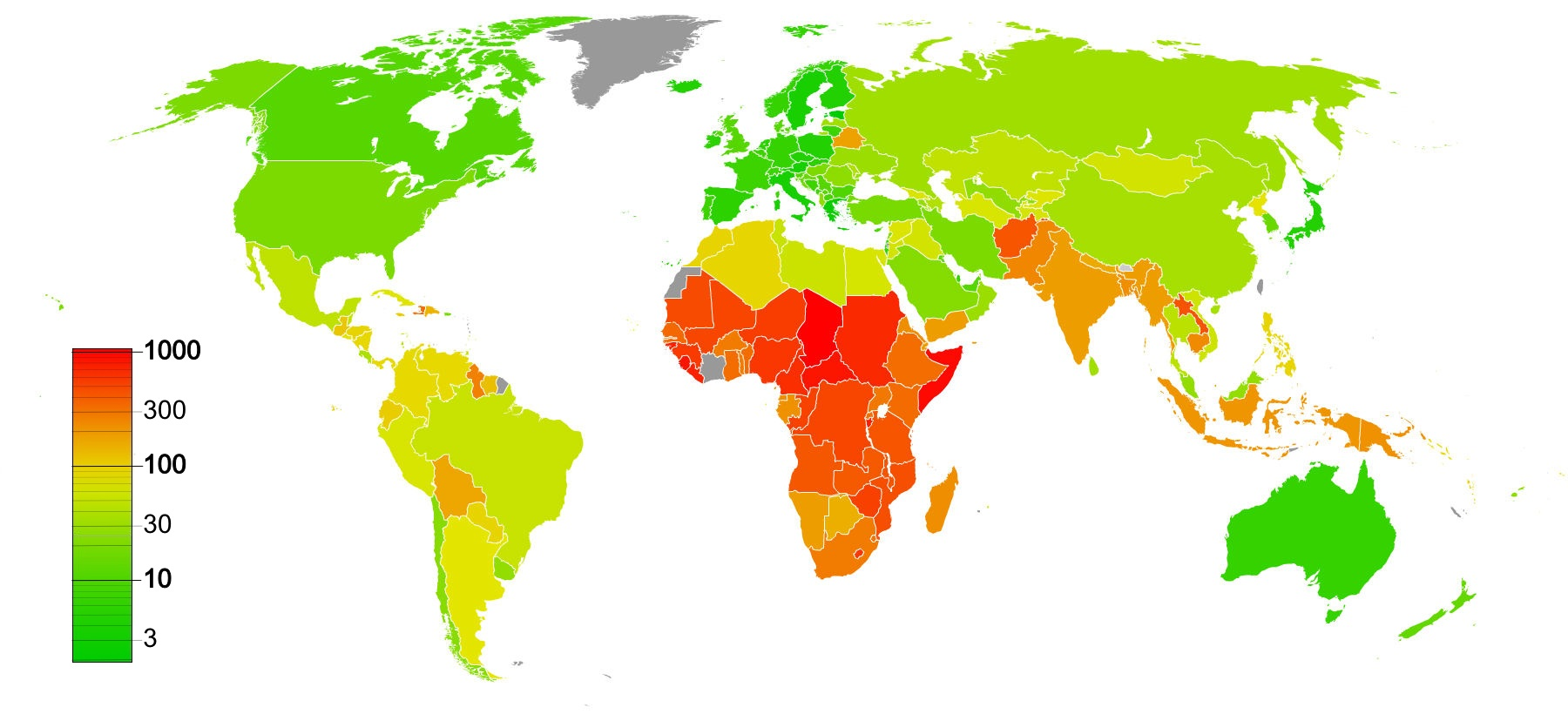
Carte de la mortalité maternelle, en 2012.
Taux de mortalité infantile, moins de 1 an, en 2013.

## Mariage

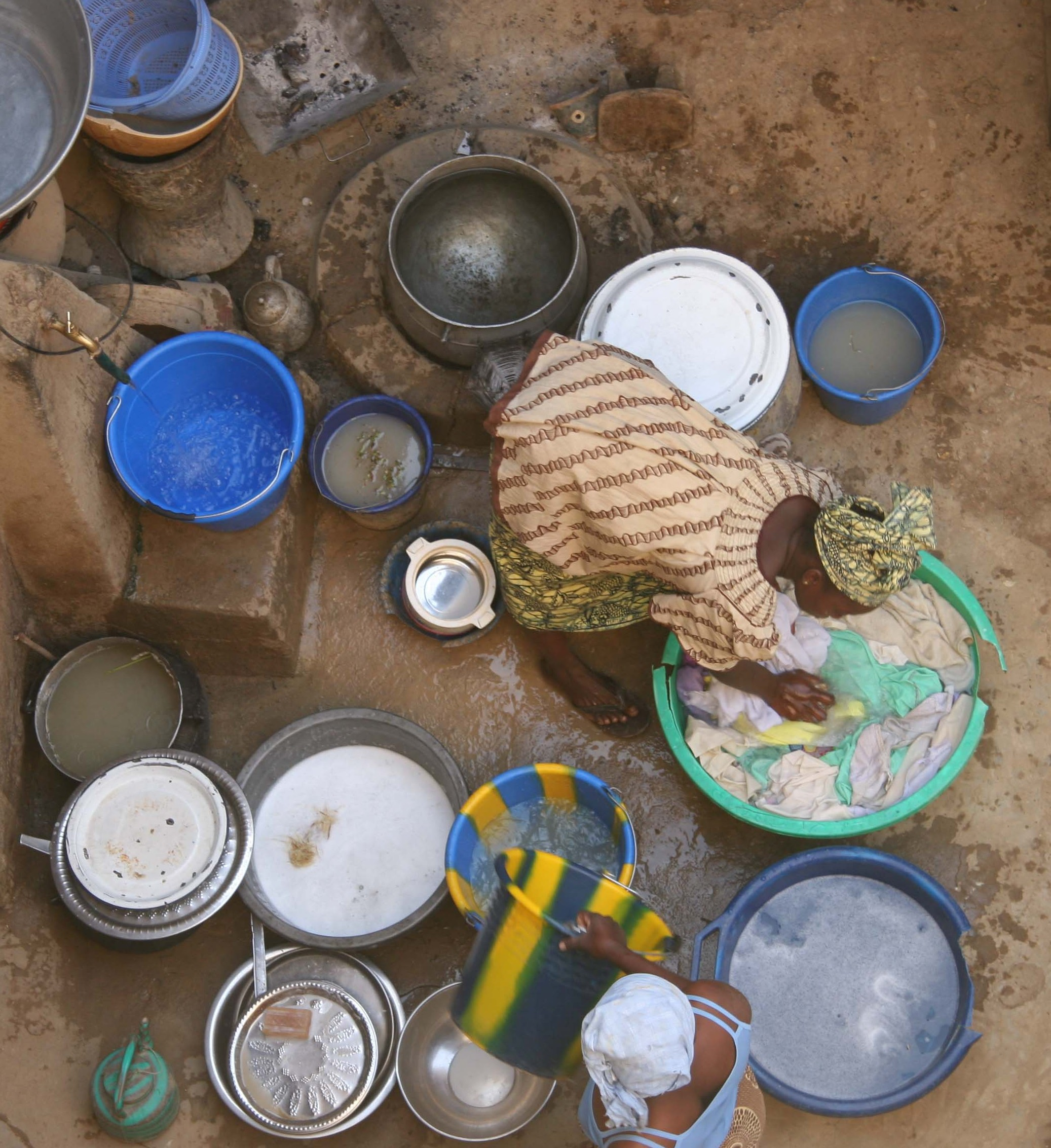
Des femmes lavent du linge à Djenné, au Mali. Le mariage implique l'acceptation du travail domestique.

Le mariage des enfants est fréquent au Mali, les lois sur le sujet étant laxistes ou peu appliquées. L'âge minimum pour se marier sans le consentement parental est de seize ans pour les filles et de dix-huit ans pour les garçons. Une fille de quinze ans peut se marier avec le consentement parental si un juge civil l'approuve.
Une ONG malienne signale qu'au moins dix filles, dont certaines âgées de moins de treize ans, meurent entre 2005 et mai 2007 en raison de complications médicales résultant d'un mariage précoce. Au Mali, on estime qu'environ 75 % des filles jusqu'à 14 ans et 89 % des femmes âgées de 15 à 49 ans ont subi des mutilations génitales féminines (MGF), une pratique qui met leur santé en danger.

### Droit de la famille
Les lois maliennes favorisent les hommes, notamment en matière de divorce et d'héritage. La polygamie est autorisée. Les femmes sont légalement tenues d'obéir à leur mari et sont particulièrement vulnérables en cas de divorce, de garde d'enfants et d'héritage. Même les droits, limités, des femmes sont peu appliqués, en raison du manque d'éducation et d'information, ainsi que des opinions culturelles qui considèrent les femmes comme inférieures. Selon la loi, le Ministère de la Promotion de la Femme, de l'Enfant et de la Famille est chargé de garantir les droits légaux des femmes.

## Droits des femmes en vertu de la loi

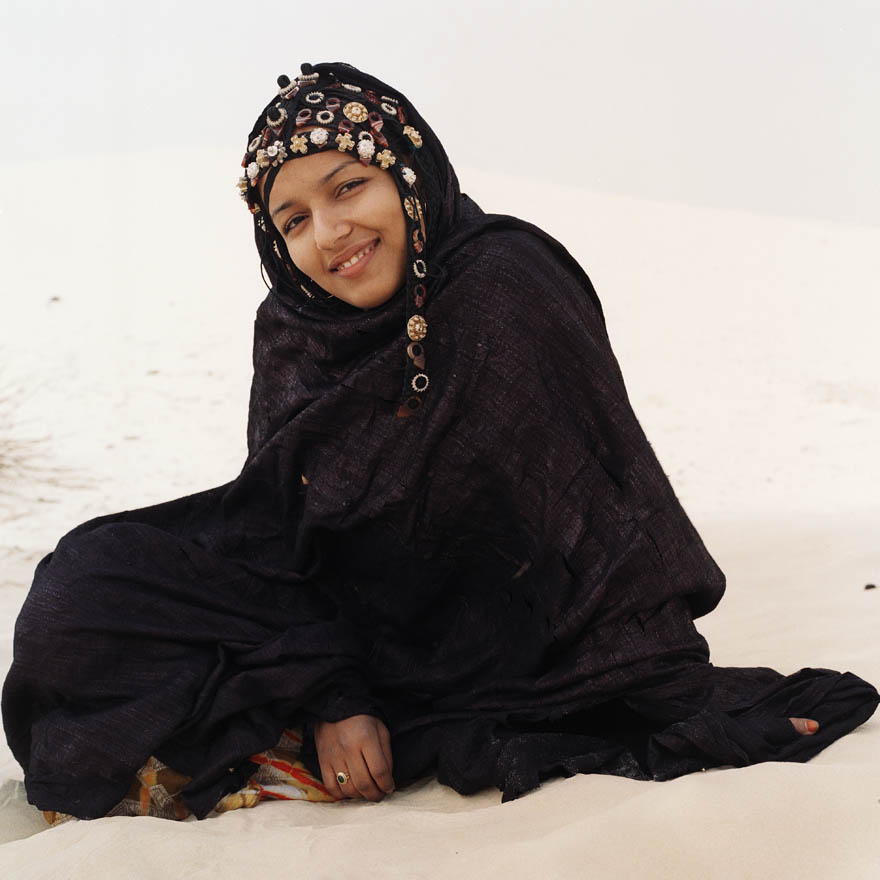
Une femme touareg dans le nord du Mali, en 2007.

L'article 2 de la Constitution du Mali stipule que « Tous les Maliens naissent et vivent libres et égaux en leurs droits et devoirs. Toute discrimination fondée sur l'origine sociale, la couleur, la langue, la race, le sexe, la religion ou l'opinion politique est interdite », tandis que l'article 3 stipule que « Nul ne sera soumis à la torture, ni à des traitements inhumains, cruels, dégradants ou humiliants ».

### Maltraitance et exploitation des filles
Le mariage des enfants et les mutilations génitales féminines, parfois pratiquées sur des enfants, ont lieu. On ne dispose pas de statistiques complètes à ce sujet, les actes de maltraitance n'étant que peu signalés. La police et le département des services sociaux du ministère de la Solidarité et de l'Action humanitaire enquêtent et interviennent dans certains cas signalés de maltraitance ou de négligence envers des enfants,.
Le mariage des enfants est très répandu au Mali, la majorité des filles étant mariées avant dix-huit
ans. Il existe une corrélation élevée entre le mariage des enfants et le manque d'éducation, ainsi que la polygamie, les filles mariées étant plus susceptibles d'être une deuxième, troisième ou quatrième épouse.
Une étude gouvernementale de 2004, qui comprenait 450 entretiens, révèle que les enfants les plus exposés au risque d'exploitation sexuelle étaient les filles âgées de 12 à 18 ans qui travaillaient comme vendeuses de rue ou domestiques, ou qui étaient des enfants sans abri ou victimes de trafic d'enfants. Cette exploitation est plus répandue dans les zones où la population et l'économie sont en mouvement, telles que les zones frontalières ou les villes sur les voies de transport ou dans les zones minières. L'étude indique que la plupart des cas d'exploitation sexuelle n'étaient pas signalés et recommande de meilleures lois de protection des enfants au Mali.

### Mutilation génitale féminine

Cette carte montre le pourcentage de femmes et de filles âgées de 15 à 49 ans qui ont subi des MGF/E. Source : UNICEF (2013). Les pays en gris n'ont pas fait l'objet de cette enquête.

Les mutilations génitales féminines (MGF) sont courantes, en particulier dans les zones rurales, et sont pratiquées sur des filles âgées de six mois à six ans. On estime qu'environ 75 % des filles jusqu'à quatorze ans et 89 % des femmes âgées de quinze à quarante-neuf ans ont subi une MGF. Les filles sont souvent mariées entre l'âge de treize et quinze ans, les MGF sont donc pratiquées avant cet âge.
Le gouvernement lance un plan en deux phases pour éliminer les MGF, initialement prévu pour 2008. Selon les organisations locales de défense des droits de l'homme qui luttent contre les MGF, la phase éducative (ateliers, vidéos et théâtre) se poursuit dans les villes et l'on estime que l'instruction fait diminuer le nombre de MGF. Dans plusieurs cas, les praticiens des MGF acceptent de ne pas en commettre s'ils peuvent effectuer une autre activité générative de reven. Le Comité national contre les violences envers les femmes met en relation toutes les ONG luttant contre les MGF et le travail de l'ancienne dirigeante du syndicat des enseignants, Fatoumata Sire Diakite, présidente de l'Association pour le progrès et la défense des femmes (APDF) contribue à éduquer les femmes rurales et les dirigeants communautaires sur le danger que représentent les MGF.
Le Mali a l'un des taux de MGF les plus élevés au monde, en partie du fait de l'opinion publique : seules 20 % des femmes maliennes et 21 % des hommes maliens s'opposent à la MGF.

### Viols et violences faite aux femmes
Le viol est un crime selon la loi. Le rapport national américain de 2011 sur les pratiques en matière de droits de l'homme au Mali déclare qu ' « il n'y a pas de loi interdisant spécifiquement le viol conjugal, mais les responsables de l'application des lois ont déclaré que les lois pénales contre le viol s'appliquent au viol conjugal». Le viol est répandu. La plupart des cas ne sont pas signalés en raison de la pression sociale, notamment du fait que les agresseurs sont souvent des proches et que les victimes craignent des représailles. Un rapport conclut que si 300 femmes se sont manifestées pour signaler des abus sexuels chaque année à Bamako seulement, en 2007, seuls deux hommes ont été reconnus coupables de ce crime. Des organisations maliennes comme Women and Law and Development in Africa de Bamako, dirigée par l'avocate Sidibe Djenba Diop, poussent à l'éducation, renforcent les lois et forcent leur application.
La violence familiale contre les femmes, notamment la violence conjugale, est tolérée et fréquente. La violence conjugale est un crime, mais la police est réticente à appliquer les lois ou à intervenir dans les cas de violence domestique. Les viols de fait sont passibles de peines d'emprisonnement d'un à cinq ans et d'amendes pouvant aller jusqu'à 465 000 francs CFA ou, en cas de préméditation, jusqu'à dix ans d'emprisonnement. Plusieurs femmes hésitent à porter plainte contre leurs maris, faute de pouvoir subvenir à leurs besoins financiers.
Le Ministère de la promotion de la femme, de l'enfant et de la famille édite un guide sur la violence à l'égard des femmes à l'usage des prestataires de soins de santé, de la police, des avocats et des juges. Le guide fournit des définitions des types de violence et des directives sur la façon dont chacun doit être traité. Les ONG Action pour la défense et la promotion des droits de la femme et Action pour la promotion des femmes de ménage ont ouvert des centres d'accueil.
Le harcèlement sexuel se produit régulièrement, y compris dans les écoles, sans aucun effort du gouvernement pour le prévenir. Il n'est pas interdit par la loi.

## Droits économiques et accès aux activités économiques
Alors que la loi accorde aux femmes des droits de propriété égaux, la pratique traditionnelle et l'ignorance de la loi empêchent les femmes, même instruites, de tirer pleinement parti de leurs droits. Un mariage de propriété communautaire doit être spécifié dans le contrat de mariage. De plus, si le type de mariage n'a pas été spécifié sur le certificat de mariage, les juges présument que le mariage est polygyne. Alors que 48% des femmes maliennes sont engagées dans l'agriculture, la grande majorité ne peut accéder qu'aux terres sur lesquelles les hommes détiennent les droits primaires. Même si la Constitution et certaines lois maliennes soutiennent l'égalité entre les hommes et les femmes, dans la pratique, les femmes maliennes ne jouissent pas d'un statut égal à celui des hommes en ce qui concerne les droits de propriété et d'héritage.

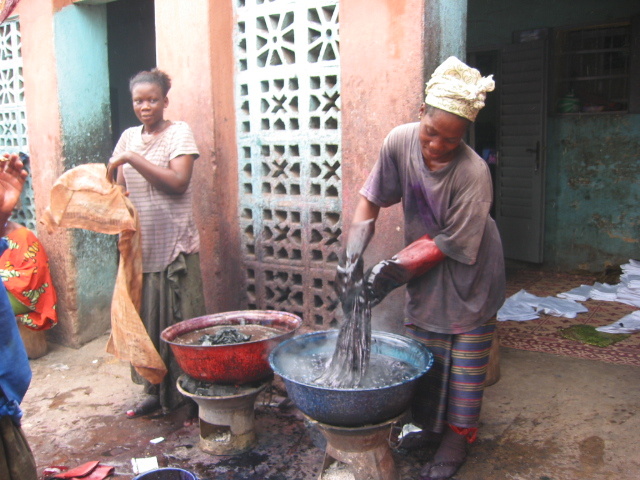
Femmes teignant le tissu bezin, Bamako. Les femmes, bien qu'elles effectuent souvent des travaux agricoles et élèvent des enfants, constituent 15 % de la main-d'œuvre rémunérée au Mali.
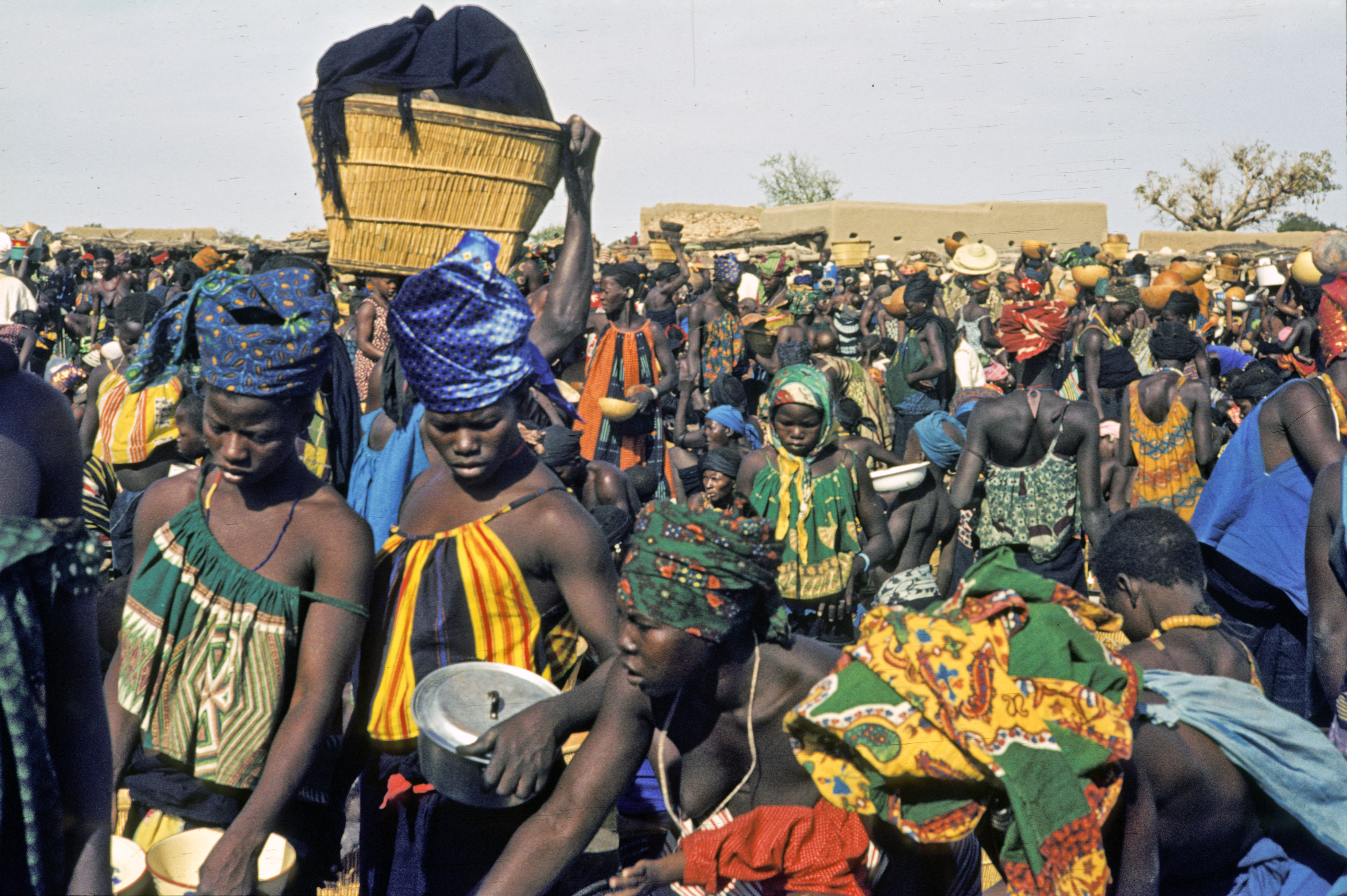
Femmes sur un marché rural au Mali.

L'accès des femmes à l'emploi et aux occasions de percevoir un revenu ou d'être éduquées est limité. La législation du travail interdit la discrimination dans l'emploi et la profession fondée sur la race, le sexe, la religion, l'opinion politique, la nationalité ou l'ethnie ; mais cela n'est pas appliqué efficacement et la discrimination est courante. La plupart des femmes au Mali travaillent dans de manière informelle et dans le domaine agricole. Le gouvernement, qui est le principal employeur du secteur formel, rémunère apparemment les femmes de la même manière que les hommes pour un travail similaire, mais les différences dans les descriptions de poste entraînent des inégalités salariales.
Dans le cadre d'un plan d'action national de promotion de la condition féminine entre 2004 et2008, le gouvernement tente de réduire les inégalités entre les hommes et les femmes et créer des liens entre les femmes au sein de la Communauté économique des États de l'Afrique de l'Ouest et dans toute l'Afrique.

### Prostitution et traite des êtres humains
La prostitution est légale, mais le proxénétisme est illégal. La prostitution est courante dans les villes maliennes et augmente du fait de la guerre.
Le Mali est un pays d'origine, de transit et de destination pour les adultes et les enfants soumis au travail forcé et au trafic sexuel. La traite interne est plus courante que la traite transnationale. Des femmes et des filles d'autres pays d'Afrique de l'Ouest, en particulier du Nigeria et du Bénin sont exploitées dans la prostitution et le trafic sexuel au Mali. Ces femmes sont souvent recrutées par des promesses d'emplois légitimes à Bamako mais ensuite exploitées dans le trafic sexuel à travers le Mali, y compris dans des hôtels dirigés par des Chinois, et surtout dans de petites communautés minières. Des cas de corruption et de complicité avec des policiers et des gendarmes locaux ont été signalés.
Le cadre législatif est renforcé : la loi 2012-023 relative à la lutte contre la traite des personnes et pratiques assimilées, telle que modifiée, incrimine le travail forcé et le trafic sexuel. Cette loi prévoit des peines de cinq à dix ans d'emprisonnement pour le trafic sexuel et le travail forcé (à l'exception de la mendicité forcée, punie de deux à cinq ans d'emprisonnement et d'une amende).
Le Ministère de la Justice et le Ministère de la Promotion de la Femme, de l'Enfant et de la Famille créent des programmes contre ces types d'exploitation.

### Esclavage contemporain
En 2008, le groupe de défense des droits de l'homme Temedt et Anti-Slavery International rapportent que "plusieurs milliers" de membres de la caste des Touaregs Bella restent en situation d'esclavage dans la région de Gao et en particulier autour des villes de Menaka et d'Ansongo. Selon eux, même si les lois prévoient des réparations, les affaires de cette nature sont rarement résolues par les tribunaux maliens.

## Actions menées en faveur des droits des femmes
Plusieurs groupes de défense des droits des femmes, tels que l'Association des femmes juristes maliennes, l'Association des femmes dans le droit et le développement, le Collectif des associations féminines et l'Association pour le progrès et la défense des droits des femmes Maliennes – APDF), œuvrent pour mettre en évidence les inégalités juridiques, principalement dans le code de la famille, à travers des débats, des conférences et des formations sur les droits des femmes. Ces groupes fournissent assistance juridique aux femmes et ciblent les magistrats, les policiers et les chefs religieux et traditionnels dans le cadre d'actions éducatives visant à promouvoir les droits des femmes.
Les ONG maliennes de défense des droits des femmes, telles que l'Action pour la promotion et le développement de la femme, le Comité de défense des droits de la femme et l'Observatoire des droits de la femme et de l'enfant (CADEF), sensibilisent les populations locales aux conséquences négatives du mariage précoce. Le gouvernement contribue aussi à permettre aux filles mariées à un âge précoce de poursuivre leurs études.

## Dans la sphère politique

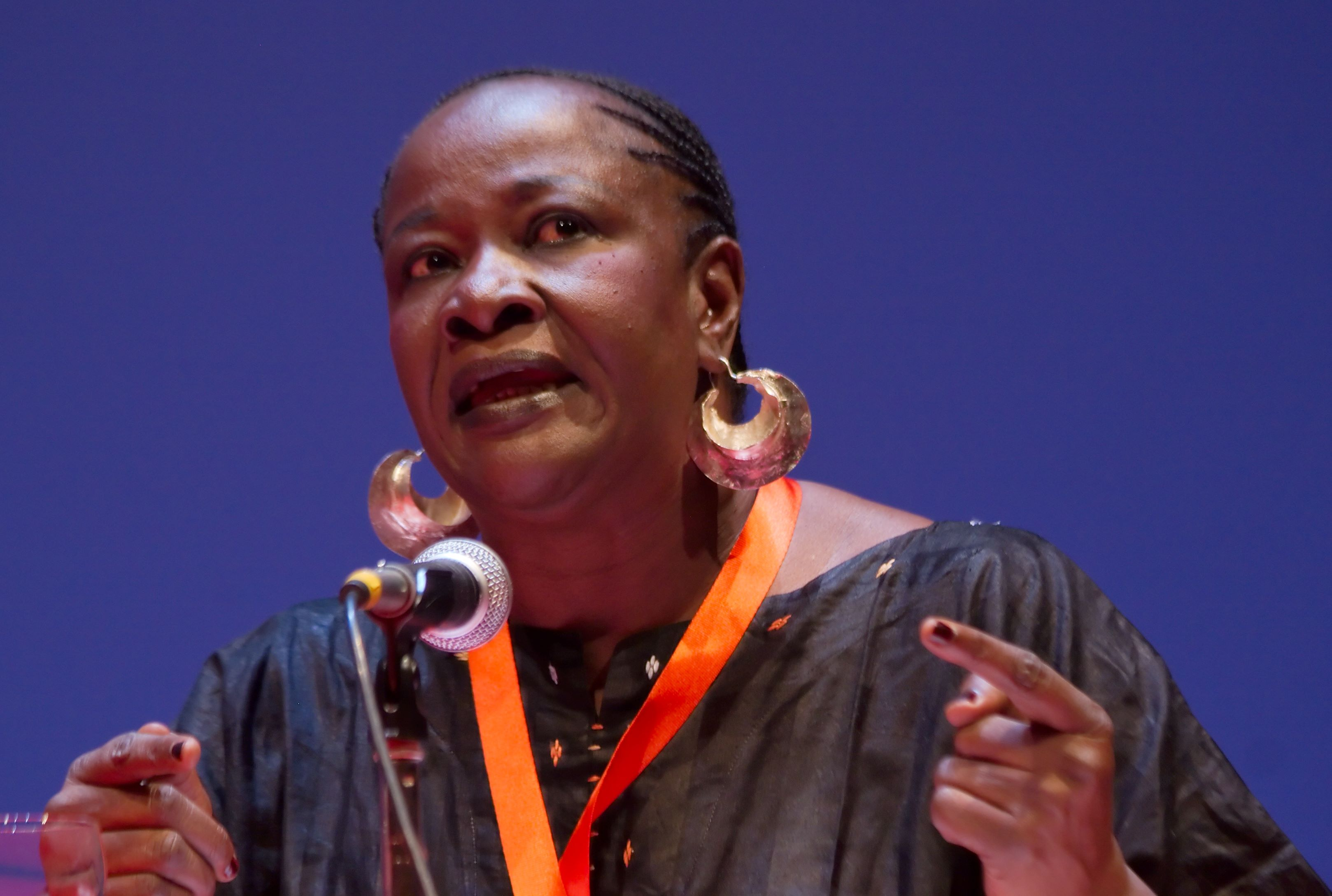
Aminata Traoré, femme politique, écrivaine et militante malienne. Quelques femmes maliennes atteignent les plus hauts échelons.

Un petit nombre de femmes maliennes atteignent les plus hauts échelons, certaines femmes occupant plusieurs postes ministériels et des sièges à l'Assemblée nationale du Mali. Aminata Dramane Traoré, auteure et militante politique, fut ministre de la Culture et du Tourisme du Mali, coordinatrice du Programme des Nations Unies pour le développement et membre du conseil d'administration du Service de presse international.
Sidibé Aminata Diallo, professeure à l'Université de Bamako, est à la tête du parti politique Mouvement pour l'éducation à l'environnement et le développement durable. En 2007, c'est la première femme à se présenter à la présidence du Mali parmi les huit candidats à l'élection présidentielle d'avril 2007. Diallo a obtenu environ 12 000 voix lors de l'élection, soit 0,55 % du total.